# Onciale 0169
- Papyrus
- Onciale
- Minuscules
- Lectionnaire

Le Codex 0169, portant le numéro de référence 0169 (Gregory-Aland), est un manuscrit du Nouveau Testament sur parchemin écrit en écriture grecque onciale.

## Description
Le codex se compose d'une folio. Il est écrit en une colonne, de 14 lignes par colonne. Les dimensions du manuscrit sont 9,3 x 7,7 cm. Les paléographes datent ce manuscrit du IVe siècle,.
C'est un manuscrit contenant le texte incomplet de l'Apocalypse (3,19-4,3). 
Le texte du codex est écrit en alexandrin. Kurt Aland le classe en Catégorie III. 
Lieu de conservation
Il est actuellement conservé à la Princeton Theological Seminary (Speer Library, Pap. 5).